# Azymut (komiks)
Azymut (fr. Azimut) – francuska przygodowa seria komiksowa autorstwa scenarzysty Wilfrida Lupano i rysownika Jeana-Baptiste’a Andréae, wydana w pięciu tomach w latach 2012–2019 przez wydawnictwo Vents d’Ouest. Po polsku pierwsze trzy tomy opublikowało Wydawnictwo Komiksowe, a dwa kolejne (wraz ze wznowieniami poprzednich) – wydawnictwo Kurc.

## Fabuła
Fabuła serii utrzymana jest w konwencji fantasy, clockpunka i purnonsensu opowiada o przygodach uczestników ekspedycji mającej na celu wyjaśnienie, dlaczego kierunki świata przestały istnieć. Wśród członków wyprawy są: profesor Arystydes Brelokint; Mania Ganza, piękna złodziejka, była uczennica Brelokinta, poszukująca nieustającej młodości i z łatwością rozkochująca w sobie mężczyzn; hrabia Quentin de la Pérue, podróżnik i odkrywca. Równolegle gdzie indziej major Orestes Pikot, łowca nagród, pomaga królikowi Biegusiowi w odnalezieniu miłości jego życia. Losy bohaterów krzyżują się, gdy ich świat staje przed zagrożeniem ze strony Pożeracza Czasu.

## Tomy
| Tom | Tytuł i rok wydania polskiego         | Tytuł i rok wydania oryginalnego      |
| --- | ------------------------------------- | ------------------------------------- |
| 1   | Poszukiwacze zaginionego czasu (2016) | Les Aventuriers du temps perdu (2012) |
| 2   | Niech Piękna zdycha (2016)            | Que la belle meure (2014)             |
| 3   | Antropotamy Nihilu (2016)             | Les anthropotames du Nihil (2016)     |
| 4   | Czarne chmary, biały żagiel (2019)    | Nuées noires, voile blanc (2018)      |
| 5   | Ostatnie podmuchy zimy (2020)         | Derniers frimas de l'hiver (2019)     |